# Front Islàmic d'Alliberament d'Oròmia
Front Islàmic d'Alliberament d'Oròmia o Front Islàmic per l'Alliberament d'Oròmia (Islamic Front for the Liberation of Oromia o Oromiyya IFLO, Adda Islaama Bilisummaa Oromiyaa AIBO)) és un partit i front militar oromo d'Etiòpia fundat el 1986 pel xeic Abdulkarim Ibrahim Hamid conegut com a Shaykh Jaarra Abbaa Gadaa (Jarra Aba Geda o Aba Gada). Altres líder eren Sufian Gibril Omar i Haji Umer Mohammed.
El 1978 el Front d'Alliberament Oromo (OLF) es va dividir en dues faccions: la de Sheikh Jarra que operava a l'est a les muntanyes Charchar i a la rodalia de Jijiga i la que operava a l'oest i a la frontera amb Sudan dirigida per Abdul Ahmed Majeed i Felmeta Gada. El primer grup fou conegut con Gihad Oromo i el seu cap militar fou Ibrahim Bilissa i (com l'altra facció) va lluitar contra el Derg. La situació es va mantenir fins al 1986 quan Sheikh Jarra va formar una organització separada, amb el nom de Front Islàmic d'Alliberament d'Oròmia (Inicialment es parlava del Front Musulmà d'Alliberament d'Oròmia (Oromo Muslims' Liberation Front OMLF) o Front Islàmic d'Alliberament d'Oròmia (Oromo Islamic Liberation Front OILF).
A la caiguda del Derg el maig de 1991 el IFLO controlava un territori prop de Jijiga. El IFLO es va unir al Govern de Transició d'Etiòpia i li foren assignats 3 escons al Consell de Transició (una mena de Parlament provisional) si bé altres organitzacions oromos van tenir més representants (el OLF en va tenir 12 i l'Organització Popular Democràtica Oromo OPDO en va tenir 10; els altres dos seients foren un pel Front d'Alliberament de Somàlia Abo i un per l'Organització Popular d'Alliberament Unida Oromo/United Oromo People's Liberation Organization (UOPLO). La zona que controlava li fou deixava en administració provisional fins a les eleccions. Però sembla que la popularitat creixent d'alguns dels seus líders i del grup en conjunt va provocar l'assassinat de diversos caps per part de les forces del governant Front Democràtic Revolucionari Popular Etíop (ERPDF). El desembre de 1991 era assassinat Faisal Birru; el gener del 1992, després de l'assassinat a Dire Dawa de Sheikh Abdel Rahman Yusuf i d'Izzeldin Mohamed Ahmed, dos líders carismàtics, el IFLO va abandonar el govern de transició i va refusar participar en les eleccions regionals de juny de 1992, i després d'altres incidents tampoc va participar en les eleccions generals de 1995 (ja el 1994 va decidir reprendre la lluita armada). El 1995 va fer aliança amb el Front Popular d'Alliberament Unit Oromo/United Oromo People's Liberation Front UOPLF que van formar el Front Unit d'Alliberament Oromo/United Oromo Liberation Front, sota Ahmed Mohamed Challo, unió que no va tenir continuïtat passat un cert temps. El 1995 el IFLO assegurava que controlava uns 24.000 km², a la comarca de Misraq Hararge (Hararge oriental). Amb posterioritat al 1996 va fer molt poques accions militars.
Va comptar amb el suport de l'Aràbia Saudita i posteriorment, en el marc de la lluita del govern sudanès contra l'Exèrcit Popular d'Alliberament del Sudan (SPLA) que tenia suport etíop, Sudan el va intentar reactivar sense gaire èxit. Va estar aliat al grup fonamentalista de Somàlia Al-Ittihad al-Islam. El 20 de setembre del 2000 es va integrar al Forces Unides d'Alliberament Oromo (ULFO), aliança que tenia el suport eritreu però no va durar ni tres anys.
A partir del 2005 va ampliar la seva base i va abandonar la seva política únicament islàmica i anticristiana. Es va formar llavors una nova organització hereva, que pretenia representar els oromos de totes tendències i religions, anomenada FIDO (Front Democràtic per la Independència d'Oròmia) que el 2010 fou un dels integrants del segon ULFO Forces Unides d'Alliberament d'Oròmia (ULFO).